# Mieczysław Kierlewicz
Mieczysław Kierlewicz (ur. 3 sierpnia 1933 w Wysokiem Mazowieckiem) – polski lekkoatleta długodystansowiec.
Był wicemistrzem Polski w biegu na 5000 m w 1959, w biegu na 10 000 m w 1962 oraz w biegu przełajowym w 1959 (12 km), w 1960 (6 km) i w 1961 (8 km), a także brązowym medalistą w biegu na 5000 m w 1958, w biegu na 10 000 m w 1964 i 1965 oraz w biegu przełajowym (12 km) w 1968. 
W latach 1958–1962 startował w jedenastu meczach reprezentacji Polski (11 startów) w biegach na 5000 m i 10 000 m, odnosząc jedno zwycięstwo indywidualne.
Rekordy życiowe:
- bieg na 3000 m – 8:17,6 (18 czerwca 1961, Warszawa)
- bieg na 5000 m – 14:12,6 (13 sierpnia 1958, Wałcz)
- bieg na 10 000 m – 30:04,8 (14 sierpnia 1965, Szczecin)

Był zawodnikiem klubów Ogniwo Wysokie Mazowieckie, CWKS Warszawa, Ogniwo Białystok, Jagiellonia Białystok, Legia Warszawa i Skra Warszawa.